# Knjige u 1990.
◄◄ | ◄ | 1987. | 1988. | 1989. | 1990.  | 1991. | 1992. | 1993. | ► | ►►
Arhitektura • Astronautika • Astronomija • Biologija • Film • Fotografija • Glazba • Kazalište • Kemija • Kiparstvo • Knjige • Književnost • Kršćanstvo • Meteorologija • Medicina • Planinarstvo • Politika • Pravo • Promet • Slikarstvo • Strip • Šport • Televizija • Znanost • Zrakoplovstvo • Željeznički promet
Knjige u 1990.

## Hrvatska i u Hrvata
- Moji pronalasci/ My inventions, Nikola Tesla. Preveli Tomo Bosanac, Vanja Aljinović i Janko Paravić. Izdavač: Školska knjiga. Broj stranica: 112. ISBN 978-953-0-60561-9

## Vanjske poveznice
|  | Zajednički poslužitelj ima još gradiva o temi Knjige iz 1990. |